# Знаменское (Должанский район)
Зна́менское — село в Должанском районе Орловской области России. 
Входит в Козьма-Демьяновское сельское поселение в рамках организации местного самоуправления и в Козьма-Демьяновский сельсовет в рамках административно-территориального устройства.

## География
Находится на границе Курской и Орловской областей, на ручье Татарка, левом притоке реки Кшень, высота над уровнем моря 181 м.
В селе есть средняя школа, отделение почты, фельдшерско-акушерский пункт, церковь XIX века — памятник истории и архитектуры. Действуют сельхозпредприятия: КХ «Алина», ООО «РУСЬ». В селе 5 улиц.

## Население
| 2002 | 2010 |
| ---- | ---- |
| 336  | ↘277 |

Согласно результатам переписи 2002 года, в национальной структуре населения русские составляли 94 % от жителей.